# Fulvio Salamanca
Fulvio Werfiel Salamanca (Juan Bernabé Molina, provincia de Santa Fe, Argentina, 19 de agosto de 1921 – Buenos Aires, 25 de mayo de 1999), también conocido como Tony Cayena, fue un destacado pianista, compositor, director de orquesta y arreglista de tango.

## Actividad profesional
Nacido en Juan Bernabé Molina (provincia de Santa Fe), de pequeño se mudó junto a su familia a la localidad de Las Varillas (provincia de Córdoba). A los 6 años comenzó a estudiar música y a los 12 se recibió de maestro de piano. Con jóvenes de la zona formó en 1935 su primer conjunto y a la que bautizan Orquesta Mickey con la que recorren la provincia con un repertorio de tangos, valses, milongas y otros ritmos de moda.
En 1938 tuvo oportunidad de escuchar a la orquesta de Juan D'Arienzo en la ciudad de San Francisco. Al año siguiente D'Arienzo actuó en Las Varillas con su orquesta y allí escuchó tocar a Salamanca y lo invitó a hacer una prueba en Buenos Aires. Salamanca viajó en marzo de 1940 y D’Arienzo, que estaba formando una nueva orquesta con la ayuda de su primer bandoneón y arreglador Héctor Varela lo incorporó como pianista del conjunto , que completaban, entre otros, los bandoneones de Jorge Ceriotti y Alberto San Miguel, los violines de Cayetano Puglisi, Jaime Ferrer y Blas Pensato, el contrabajo de Olindo Sinibaldi y las voces de Alberto Reynal y Carlos Casares, a quien más adelante reemplazó Héctor Mauré.
La conocida convicción comunista de Salamanca hizo que en más de una oportunidad fuera detenido por la policía y a veces fue D'Arienzo quien obtenía que lo liberaran; cuando años después tuvo su propia orquesta estuvo a veces prohibido en la radio y televisión. Su estadía de 17 años en la orquesta de D'Arienzo fue fundamental para Salamanca, tanto por la difusión que le dio su participación en una orquesta tan popular y exitosa, como por el fogueo y la experiencia adquirida al lado del director.
En los primeros meses de 1957 dejó a D’Arienzo y, ayudado por Eduardo Cortti, formó su propia orquesta que quedó así integrada:
- Fulvio Salamanca, director y pianista.
- Eduardo Cortti, Luis Magliolo, Adolfo Gómez y Julio Esbrez, bandoneonistas.
- Elvino Vardaro, Aquiles Aguilar, Lázaro Becker, Jorge González y Edmundo Baya, violinistas.
- Ítalo Bessa, contrabajista.
- Jorge Garré y Andrés Peyró, cantores.

La orquesta grabó para la discográfica Odeon los clásicos tangos Chiqué de Ricardo Brignolo y Alma en pena de Anselmo Aieta y en junio debutaron en Radio Splendid; más adelante Peyró fue sustituido por quien se convirtió en la voz emblemática de la orquesta, Armando Guerrico. De esa época son recordables las muy buenas sus versiones de los tangos Flor del valle de Barbieri y Garrós y Recuerdo de Osvaldo Pugliese y Moreno, este último en dúo de Guerrico con Luis Correa.
Actuaron  en Montevideo y en 1961 lo hicieron en el interior de Uruguay y Chile. A fines de la década de 1960 Salamanca formó un trío con el bandoneonista Julio Esbrez y el bajista Alberto Celenza primero y Ángel Alegre, después. En 1966 y en 1968 grabó en Buenos Aires encargados por Japón y editados por King Records, dos discos, uno con tangos europeos y el otro con motivos folklóricos nipones en tiempo de tango. En 1975 hizo durante casi tres meses una gira actuando en las más importantes ciudades de Japón, donde grabó 24 temas para el sello Victor Japón. Finalmente, en 1987 organizó un sexteto donde a veces era invitado a participar el bandoneonista Carlos Niesi y con el que registró para el sello Almalí su último larga duración.
Entre los músicos brillantes que pasaron por su orquesta pueden recordarse a los bandoneonistas Osvaldo Rizzo, Osvaldo Piro, Oscar Bassil; los violinistas José Carli, Fernando Suárez Paz, Simón Bajour, Alberto Besprovan, Leo Lipesker y los contrabajistas Rafael del Bagno y Mario Monteleone, entre otros, así como los cantores Jorge Garré, Andrés Peyró, Armando Guerrico, Julio Rodolfo, Mario Luna, Luis Roca, Luis Correa, Alberto Hidalgo y Carlos Nogués.

## Compositor
Como compositor se destacan, entre otros, los tangos instrumentales Matraca, Viento sur y Muñeco saltarín, los tangos Tomá estas monedas, el muy comercial y el de menor calidad Sepeñoporipitapa, ambos con música en colaboración con D'Arienzo y Amarga sospecha, todos con letra de Carlos Bahr. También el vals Eterna dedicado a su esposa y la milonga Ana María con letra de Nolo López, con versos de Carlos Bahr, además de La sonrisa de mamá, Y suma y sigue, Barracas al sud, Ganzua, Chamusquina y muchos otros éxitos más.

## Valoración
Fue uno de los más grandes intérpretes del piano  además de excelente director y arreglista. Según Horacio Ferrer:

”Sus interpretaciones se han caracterizado por una peculiar marcación rítmica sincopada y por el empleo agudo y sobreagudo de las cuerdas»…se destacó por su técnica y virtuosismo, capaz de seguir el desenfreno rítmico de D'Arienzo y ponerle belleza. Cuando tuvo su propia formación impone su gran personalidad y, sin perder su estética milonguera, exhibe una armonía y un modelo de orquestación que realzaban la musicalidad de los temas, con vigor, pero sin falsas estridencias.”

En opinión de Carlos García, Salamanca fue el mejor pianista de tango de todos los tiempos.

## Discografía
Con la discográfica Odeón hizo 36 registros entre 1957 y 1963; con Philips 11 en 1961; con Music Hall, 60 temas entre  1964 y 1969, uno de cuales fue una excelente versión del tango Maipo de Eduardo Arolas. Además están las 48 grabaciones para sellos japoneses y las diez  para Almalí.